# Нойбауэр, Альфред
Альфред Нойбауэр (нем. Alfred Neubauer; 29 марта 1891, Нови-Йичин — 21 августа 1980, Штутгарт) — руководитель гоночного подразделения Мерседес участвовавшего в гонка Гран-при и чемпионате Европы по автогонкам с 1926 года. В 1954—1955 годах руководитель команды Мерседес в чемпионате Формула-1, организатор спортивных мероприятий. Известен своим перфекционизмом и выдающимися организаторскими способностями. Целая эпоха в гонках Гран-при получила название «Эра серебряных стрел» благодаря успешным моделям марки Mercedes-Benz, которые выступали под руководством Нойбауэра.

## Биография

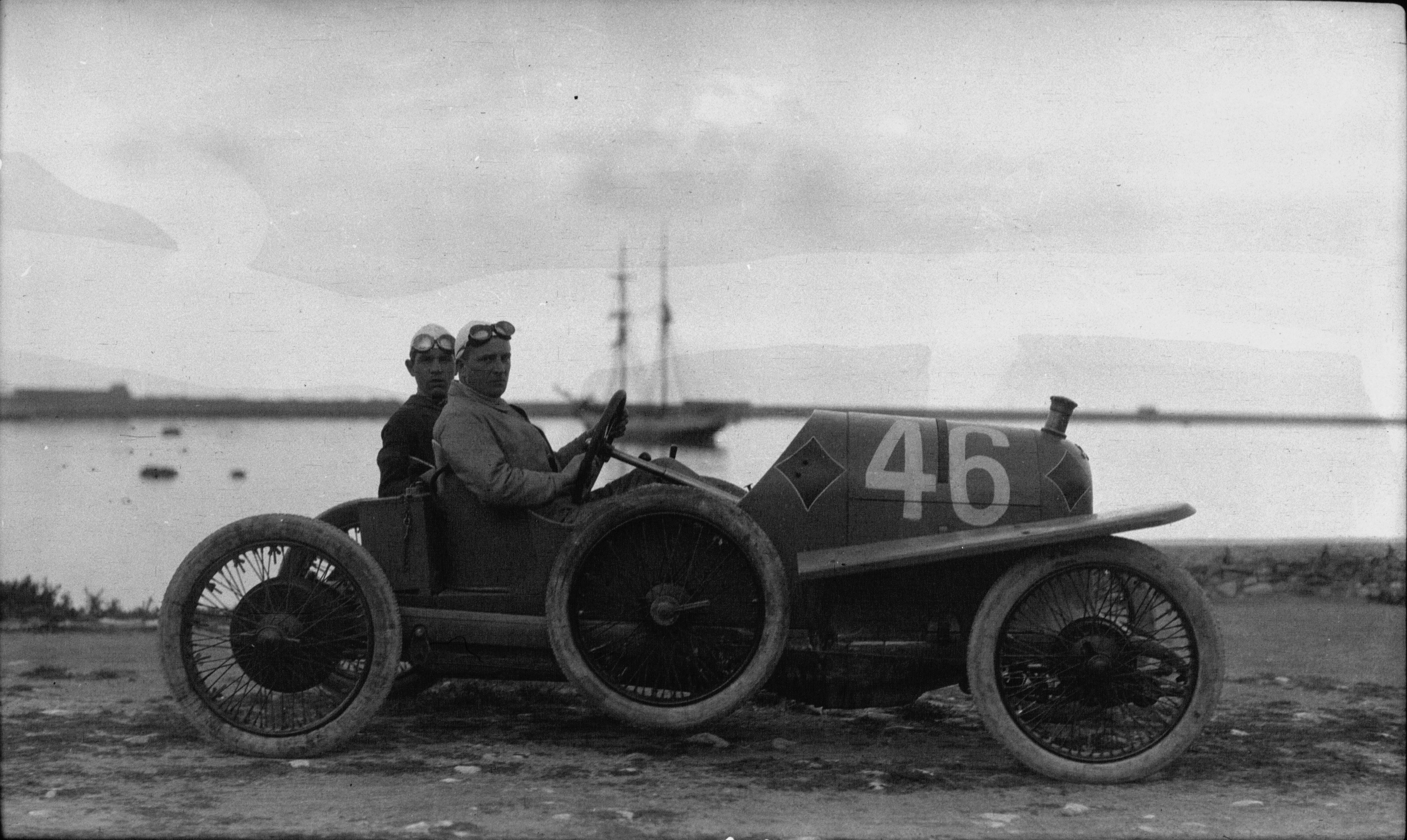
Альфред Нойбауэр на автомобиле производства «Austro-Daimler» в 1922 году

Альфред Нойбауэр родился 29 марта 1891 года в городе Нови-Йичин, который тогда был частью Австро-Венгерской империи, а в настоящее время является территорией Чешской Республики. Его отец, Карл Нойбауэр, работал мебельщиком. Карл окрестил своего единственного сына именем Альфред, однако ребёнок быстро стал известен семье и друзьям под прозвищем Фридл (южно-немецкая вариация имени Фрид).
Во время прохождения военной службы в австрийской императорской армии работал в качестве автомобильного механика. Позже переехал в Вену, где устроился на работу в концерн «Austro-Daimler», заняв должность менеджера отдела испытаний автомобилей. Первые важные опыты, нацеленные на разработку гоночного двигателя для филиала «Daimler-Motoren-Gesellschaft» были проведены Нойбауэром на автомобиле под названием «Саша» («Saschsa»), который изобрёл Фердинанд Порше. В 1922 году Нойбауэр принимал участвовал в автомобильных гонках, но не имел в них особого успеха.
В 1923 году Порше переехал в Штутгарт, и Нойбауэр последовал за ним, продолжая свою карьеру в «Daimler-Motoren-Gesellschaft», где он руководил новым местным центром тестирования автомобилей. Нойбауэр мечтал проявить себя в качестве гонщика, однако понимал, что он серьёзно уступает талантливым и более опытным пилотам. Тем не менее, в 1926 году Нойбауэр вдохновился и принял решение совершенствовать процесс достижения гонщиками успеха. Для достижения этих целей он создал должность менеджера гоночной команды (нем. Rennleiter).
Автомобильные гонщики в те дни были изолированы от окружающей среды и зачастую не знали своего положения в гонке. Иногда водитель узнавал о том, что он победил только после окончания гонки. Чтобы преодолеть данную проблемную ситуацию, Альфред Нойбауэр разработал сигнальную систему с флагами и досками для передачи оперативной и тактической информации пилотам автомобилей. Тем не менее, его изобретение, испытанное 12 сентября 1926 года, было воспринято критически — главный стюард сердито потребовал, чтобы Альфред покинул трассу, поскольку его «выходки» раздражали водителей.
В конце 1920-х годов команда марки Mercedes-Benz заняла ряд громких призовых мест в гонках на автомобилях SS и SSK. В 1928 году Рудольф Караччола выиграл Гран-при Германии на Mercedes-Benz SS с 7,1-литровым двигателем, а в 1929 году занял второе место на Гран-при Монако. Вклад Нойбауэра заключался не только в его тактическом мастерстве, но и в перфекционистской, почти военной тренировке экипажа механиков, который постоянно давал команде преимущество перед своими соперниками.

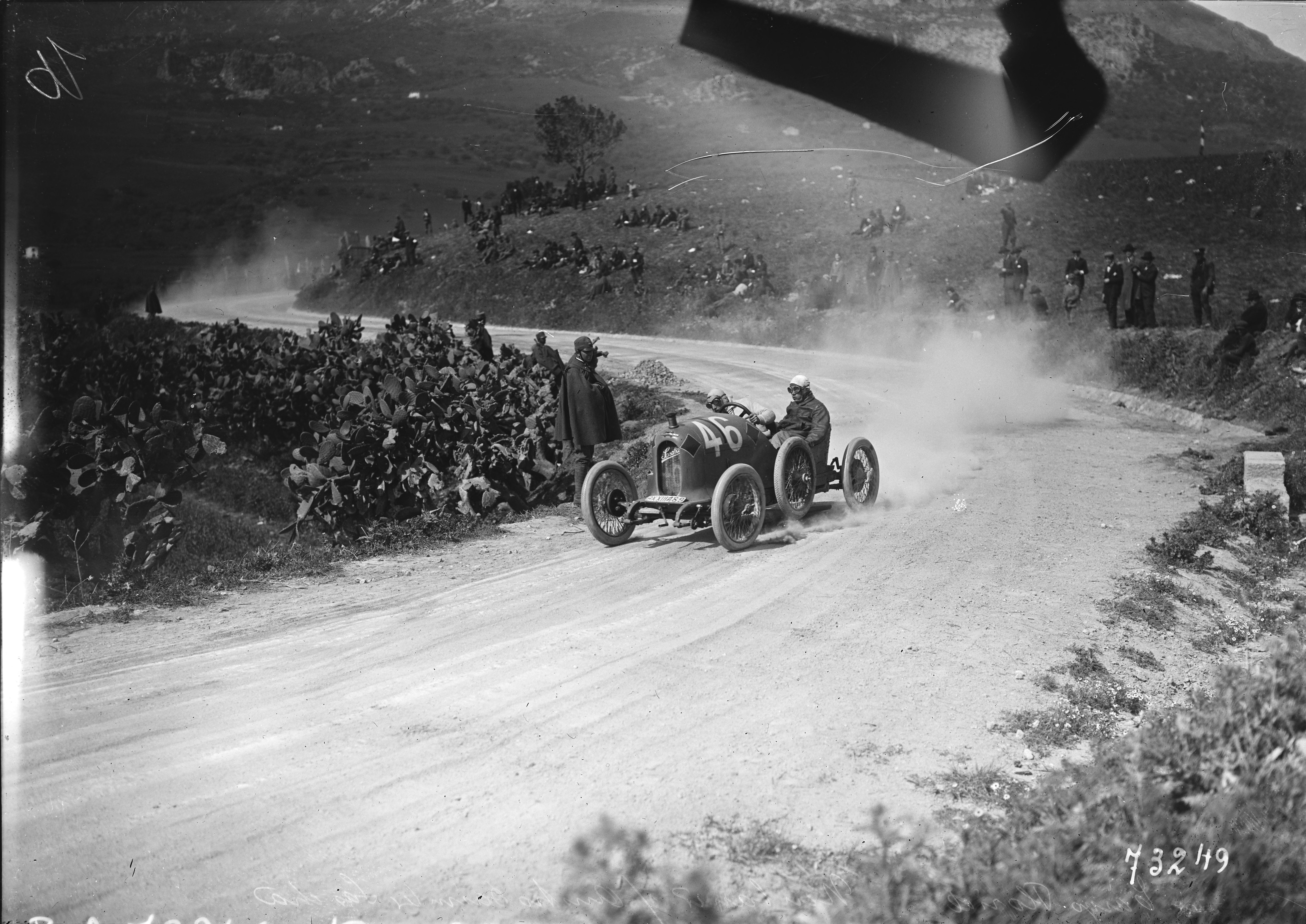
Альфред Нойбауэр во время гонки Targa Florio 1922 года

Своё мастерство в качестве руководителя гоночной команды Альфред проявил и во время гонки на выносливость Милле Милья в 1931 году, в которой победу одержал Рудольф Караччола на автомобиле Mercedes-Benz SSK. Для достижения каждого поста до того, как Караччола прибудет на него, он неоднократно пересекал Италию со своей командой.
С 1934 по 1939 год Альфред Нойбауэр представлял гоночные автомобили Mercedes-Benz, известные как «Серебряные Стрелы». В то время на соревнованиях преобладали немецкие гоночные автомобили и соперничество между «Mercedes-Benz» и «Auto Union». Последняя гонка в 1939 году состоялась в Триполи. Модель Mercedes-Benz W165, представленная Нойбауэром, одержала победу в гонке, заняв первое и второе места.
Вторая мировая война наложила негативный отпечаток на гоночной деятельности концерна «Daimler-Benz» и все спортивные мероприятия были приостановлены. В апреле 1946 года Нойбауэр был призван управляющим директором Уильямом Хаспелем на работу в мастерскую в Унтертюркхайме. В 1950-х годах руководство компании снова вернулось к вопросу о восстановлении своей довоенной репутации в автоспорте. В связи с этим Хаспель пришел к Нойбауэру с предложением создать новое гоночное подразделение. Уже в 1952 году легендарный Mercedes-Benz 300SL стал самым успешным спортивным автомобилем в классе трёхлитровых моделей. Некоторое время спустя, гоночная команда «Мерседес» выиграла чемпионат мира.
В 1954 году по заказу Нойбауэра инженером Рудольфом Уленхаутом был создан Mercedes-Benz Renntransporter — транспортёр для болидов «Формулы-1», который предназначался для скоростной доставки автомобилей к гоночным трекам.
Авария на гонке в Ле-Мане в 1955 году положила конец спортивной деятельности «Daimler-Benz». Во время соревнования француз Пьер Левег был выброшен в толпу, в результате чего погибло более 80 человек. После консультации со Штутгартом, Нойбауэр снял оставшиеся автомобили с мероприятия. Это событие послужило концом успешной миссии Альфреда Нойбауэра. В многочисленных публикациях он полностью посвятил себя истории гоночного спорта.
Альфред Нойбауэр скончался в Штутгарте 21 августа 1980 года в возрасте 89 лет.

## Публикации
- Neubauer Alfred. Die grosse Probe. — Schwab, 1951. — 153 с.
- Neubauer Alfred. Мужчины, Женщины и Моторы = Männer, Frauen und Motoren. — Heyne, 1959. — 199 с.
- Neubauer Alfred. Herr über 1000 PS (нем.). — Dulk, 1959. — 338 S.